# Spirorbis inversus
Spirorbis inversus är en ringmaskart som beskrevs av Bush 1905. Spirorbis inversus ingår i släktet Spirorbis och familjen Serpulidae. Inga underarter finns listade i Catalogue of Life.